# Luncșoara, Hunedoara
Luncșoara este un sat în comuna Vorța din județul Hunedoara, Transilvania, România.

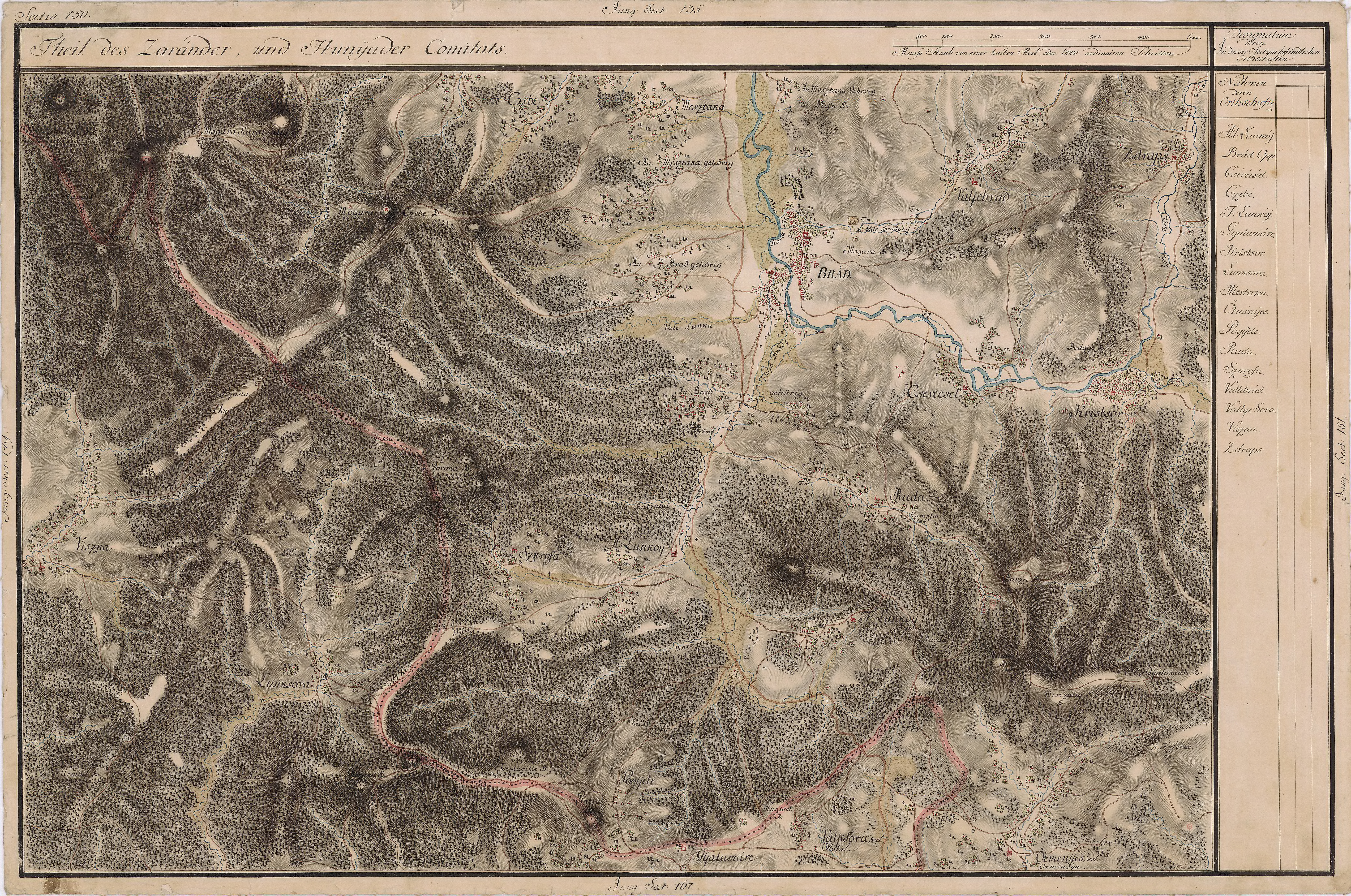
Luncșoara în Harta Iosefină a Transilvaniei, 1769-73

## Vezi și
- Biserica de lemn din Luncșoara, Hunedoara